# Horst Koch (Musiker)
Horst Koch (* 24. Juni 1943 in Dublin; † 10. September 2009 in Berlin) war ein deutscher Liedermacher.
Horst Koch, der einen irischen Vater hatte, wuchs bei seiner deutschen Mutter in Sachsen auf.
Mitte der 1960er Jahre entdeckte er in Spanien den Flamenco und fing selber an Gitarre zu spielen. Später zog er nach Worpswede, wo er malte und als Liedermacher auftrat, wobei er sich mit Gitarre, Mundharmonika und Luftpumpe begleitete. Seit Anfang der 1970er Jahre lebte Koch in Berlin und spielte seine meist sehr skurrilen Lieder mit viel Erfolg in Folk-Kneipen wie Go-In, Steve-Club und Folkpub. Er wurde mit Ulrich Roski, Insterburg & Co., Schobert & Black, Dieter F.H. Kosanke und Anderen zu den „Blödelbarden“ gezählt. 1972 erschien seine erste LP, Das Blutbad, der noch drei weitere folgten. Später zog er sich aus der Szene zurück und spielte nur noch ab und zu in kleinerem Kreis. 
Horst Koch war auch begeisterter Boulespieler und hat bei verschiedenen Berliner Meisterschaften mitgespielt.
Am 10. September 2009 verstarb er.

## Diskographie

### LPs und CDs
- 1972: Das Blutbad - und andere lustige Lieder – LP – WEA Musik GmbH
- 1973: Macht Wind & anderen Unsinn – LP – WEA Musik GmbH
- 1977: lieder, sprüche, limericks, dummheiten und eine echte sauerei - live! – LP – Hansa „der andere song“
- 1982: Sauber hingeferkelt – LP – POOL - Teldec, »Telefunken-Decca« Schallplatten GmbH
- 1992: Live – Was Sonst? – CD – Boulevard

### Singles
- 1973: Lachen / Flamenco I – WEA Musik GmbH
- 1974: Die Liebe ist so herrlich / Am Morgen danach – WEA Musik GmbH
- 1975: Ja, ich bin dick (Das Trinklied) / Das Handtäschchen – Hansa „der andere song“
- 1976: Sauerei (Butterfly) / Exoten – Hansa „der andere song“
- 1977: Amanda! / Saal 5 im Amtsgericht – Hansa „der andere song“
- 1982: König Fussball / Rocklachen – POOL - Teldec, »Telefunken-Decca« Schallplatten GmbH